# Sainte-Suzanne (Doubs)
Sainte-Suzanne is een gemeente in het Franse departement Doubs (regio Bourgogne-Franche-Comté). De plaats maakt deel uit van het arrondissement Montbéliard. Sainte-Suzanne telde op 1 januari 2022 1.461 inwoners.

## Geografie
De oppervlakte van Sainte-Suzanne bedraagt 1,59 vierkante kilometer; de bevolkingsdichtheid is 915 inwoners per km² (per 1 januari 2019).
De onderstaande kaart toont de ligging van Sainte-Suzanne met de belangrijkste infrastructuur en aangrenzende gemeenten.

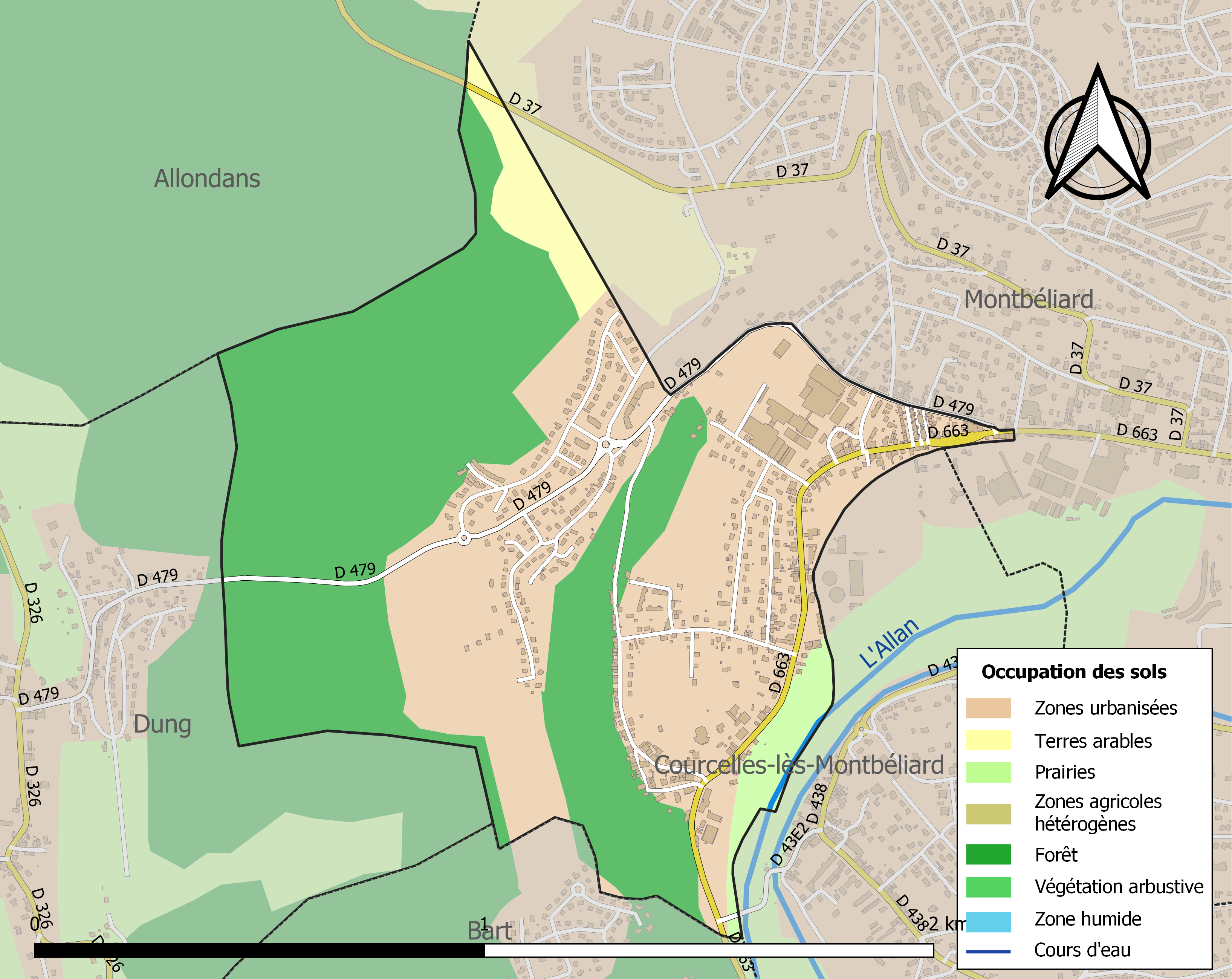

## Demografie
Onderstaande figuur toont het verloop van het inwonertal (bron: INSEE-tellingen).